# Dinodontosaurus
Dinodontosaurus é um género de terapsídeo herbívoro. Era um dos maiores herbivoros do Triássico e possuía um bico córneo. Viveram no Triássico Médio mas desapareceram no Triássico superior.

## Espécies

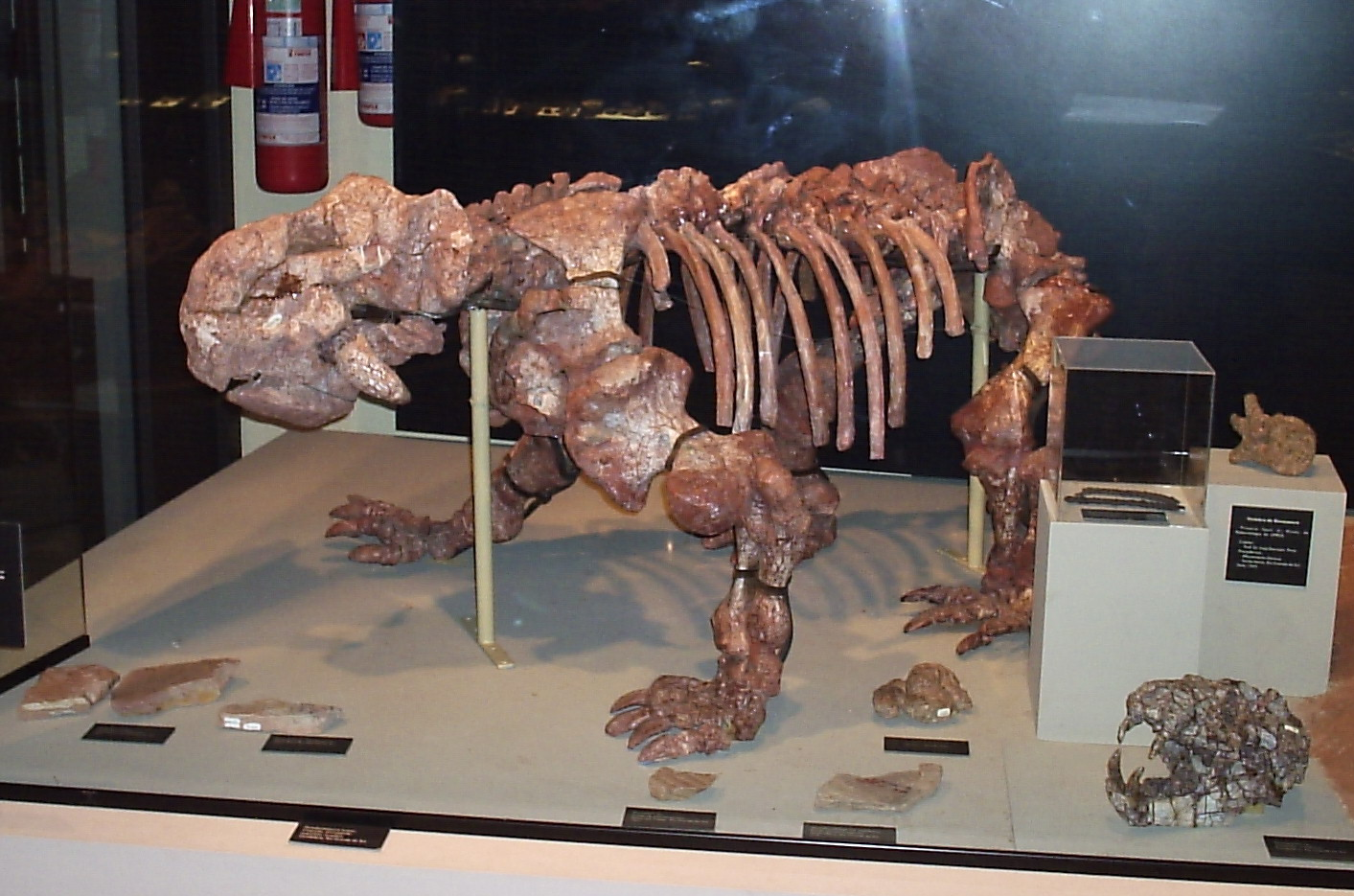
Dinodontosaurus tener adulto.

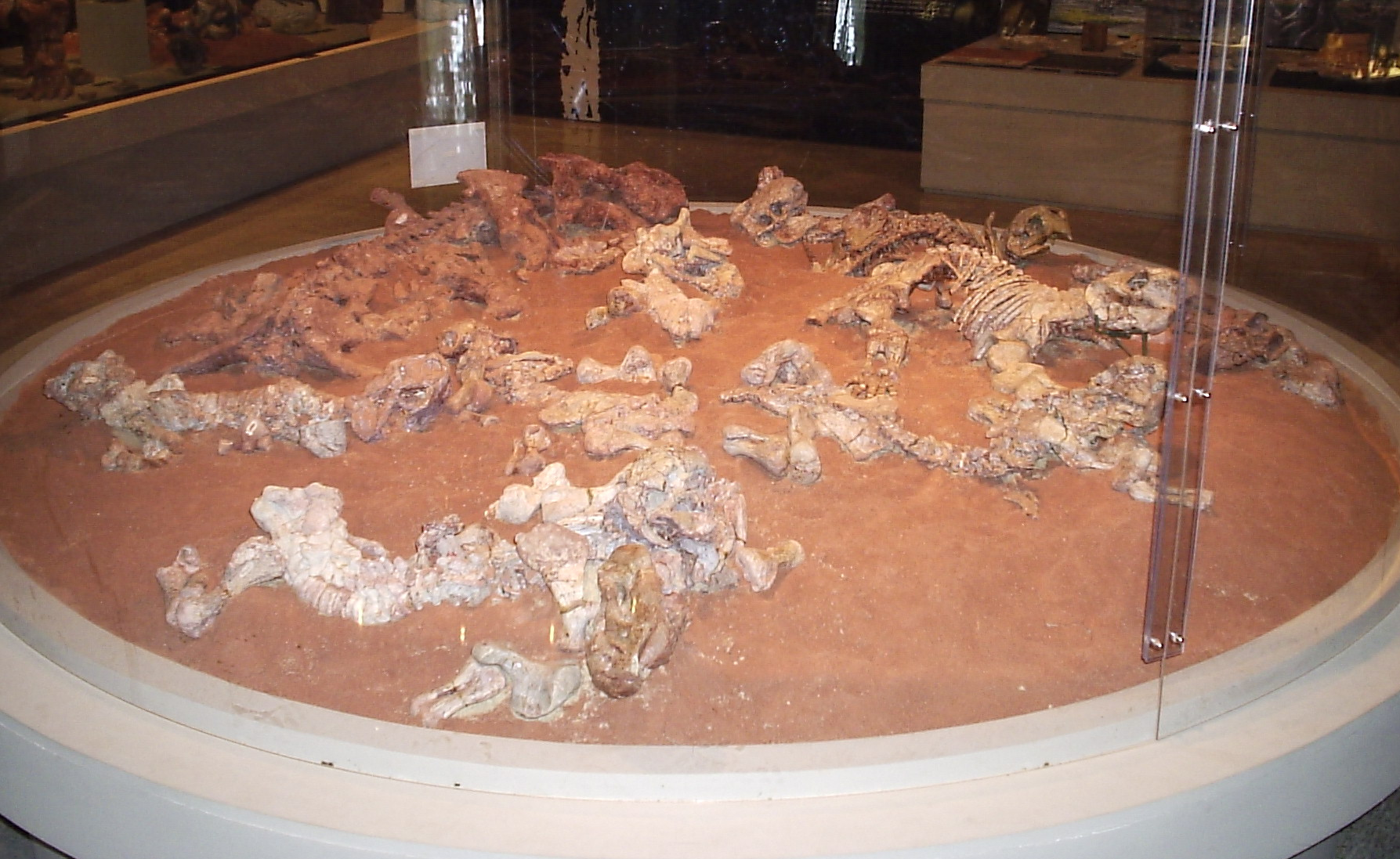
Filhotes de Dinodontosaurus tener.

- Dinodontosaurus tener representa a forma mais comum de dicinodonte que existia no Triássico Médio em todo o mundo, sendo o fóssil mais comum nas camadas dessa idade no Rio Grande do Sul. São encontrados principalmente no Sítio Paleontológico Chiniquá em São Pedro do Sul e Candelária, onde um grupo de dez filhotes foram encontrados juntos, demonstrando que estes animais já adotavam estratégias de convívio em grupo e cuidados com a prole. Foi descrito pela primeira vez por Friedrich von Huene in 1935 e tem como sinónimos Diodontosaurus pedroanum Tupi-Caldas, 1936 o Dinodontosaurus oliveirai, Romer, 1943.[2]

- Dinodontosaurus brevirostris era uma espécie de Dicinodonte herbívoro que viveu na região  na Argentina. Foi descrito pela primeira vez por Cox in 1968 e tem como sinónimos Dinodontosaurus platygnathus, Cox 1968 o Chanaria platyceps Cox, 1968.[2]